# Història d'un detectiu

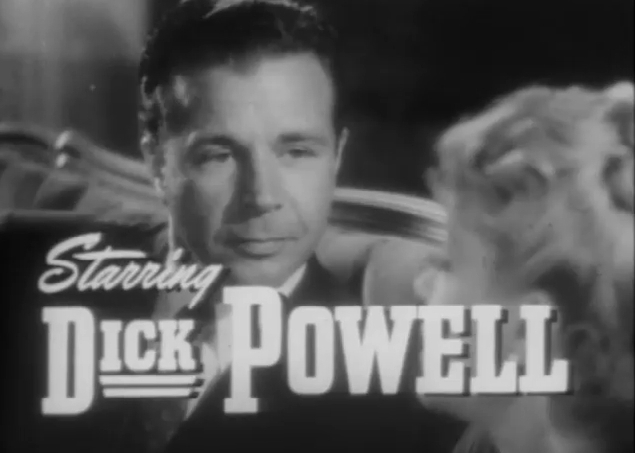
Dick Powell / Philip Marlowe

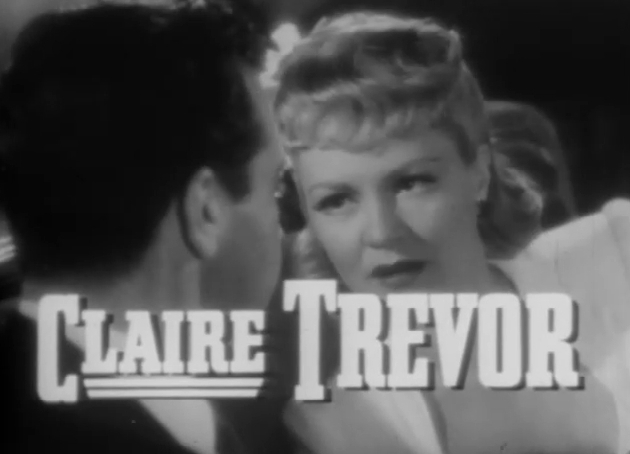
Claire Trevor com a Helen Grayle/Velma Valento

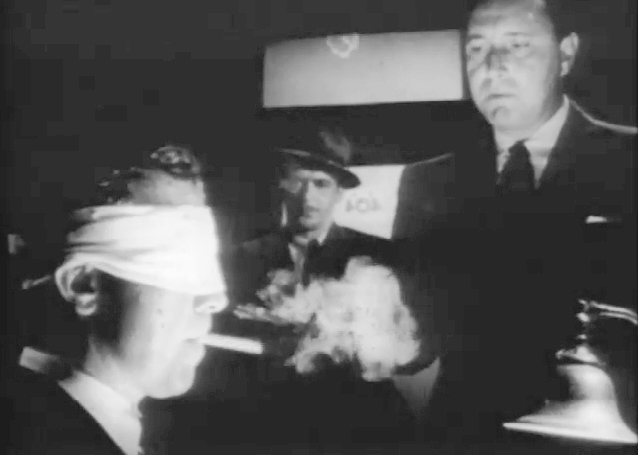
Una escena del film

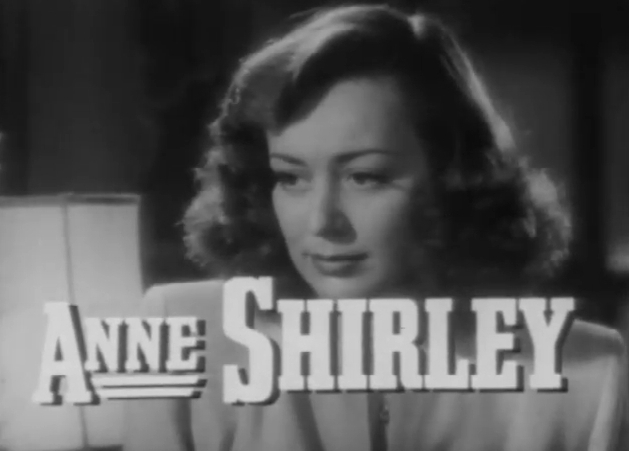
Anne Shirley com a Ann Grayle

Història d'un detectiu (Murder, My Sweet en el seu títol original en anglès als Estats Units i Farewell, My Lovely al Regne Unit) és una pel·lícula de l'any 1944 dirigida per Edward Dmytryk i protagonitzada per Dick Powell i Claire Trevor, la qual fou emesa per TV3 per primera vegada el 24 de gener del 2001.

## Argument
Implicat en un crim, el detectiu Philip Marlowe (Dick Powell) explica els fets. Tot comença quan el mafiós Moose Malloy (Mike Mazurki) el contracta perquè trobi la seua amigueta Velma Valento (Claire Trevor), ara desapareguda. Després, un tal Lindsay Marriott (Douglas Walton) paga a Marlowe per a anar a una cita d'intercanvi de joies robades. El detectiu és apallissat i Marriott assassinat. Apareix en escena Ann Grayle (també interpretat per Claire Trevor) i el seu ric pare, que li demanen cercar unes pedres precioses. Marlowe comença a sospitar que tots els seus clients mantenen entre ells una relació secreta i interessada.

## Context històric i artístic
Perillosa nocturnitat, àmbits tèrbols, posada en escena expressionista i ritme molt viu són algunes de les característiques per a definir aquesta adaptació al cinema de la novel·la de Raymond Chandler. Com passa en altres pel·lícules negres, el relat és una mica enrevessat ("Sóc un simple professional, ficat en un assumpte lleig, però no m'agrada deixar fils sense lligar", diu el protagonista), però a cada nova seqüència es revifa l'interès per l'entrellat criminal.
Narrant en primera persona i fent de Philip Marlowe, el fins llavors melat comediant i cantaire romàntic Dick Powell esdevé carismàtic i eficaç. Excel·leix la seqüència on l'escèptic detectiu és narcotitzat i comença a al·lucinar, veient serps arreu. Els màxims responsables del film (o sigui, el director d'origen ucraïnès Edward Dmytryck, el productor Adrian Scott i el guionista John Paxton) tornarien a reunir-se l'any 1947 per a fer la també notable Foc creuat. En ésser tots tres acusats de filiació comunista, foren apartats dels estudis i jutjats pel Comitè d'Activitats Antiamericanes i, segons algunes fonts, Dmytrick delataria Adrian Scott.
La mateixa novel·la ja havia estat adaptada per Irving Reis el 1942, en un dels episodis de la sèrie cinematogràfica sobre The Falcon, amb George Sanders en el paper del detectiu Marlowe. I va ésser de nou portada al cinema el 1975 per Dick Richards en Adéu, nena, llavors amb Robert Mitchum en el papel estel·lar. Pel que fa a Marlowe, encarnat en altres films per James Garner i Elliott Gould, cal destacar la caracterització que en va fer Humphrey Bogart a El son etern (Howard Hawks, 1946).

## Frases cèlebres
| « | "Em feia mal la gola, però ja no sentia la pressió dels dits. Més aviat era com un grapat de plàtans que semblaven dits. No sé què m'havien injectat. Seria alguna cosa per a fer callar o per a fer parlar, o potser totes dues coses. Anem, Marlowe, em vaig dir. Tu ets un home fort. T'han deixat dues vegades sense sentit, han estat a punt d'escanyar-te, t'han colpejat amb una pistola i t'han injectat alguna cosa que t'ha tornat tan boig com un parell de ratolins ballant el vals. Anem, Marlowe, a veure si ets capaç de posar-te els pantalons!" (Un narcotitzat Philip Marlowe / Dick Powell) | » |

| « | Lindsay Marriott: "Em temo que no m'agraden les seues maneres." Philip Marlowe: "Sí, he tingut queixes quant a això que diu, però cada vegada és pitjor." | » |

| « | Tinent Randall: (durant un interrogatori) "Com se sent?" Philip Marlowe: Igual que un ànec en un vedat de caça." | » |

| « | Philip Marlowe: "Va morir el 1940, mentre prenia un got de cervesa. La seua muller Jessie s'ho va acabar de beure per ell." | » |

| « | Philip Marlowe: "Em feien mal els peus. I la meua ment se sentia com el mocador d'un lampista." | » |

| « | Philip Marlowe: "Passa de l'aigua. Fes-ho amb whisky. Estalviaràs temps." | » |

| « | Philip Marlowe: "Això és el que passa quan un policia va a la universitat: esdevé massa intel·ligent." | » |

## Curiositats
- La interpretació que Dick Powell va fer de Philip Marlowe al film va obtindre l'aprovació del mateix Raymond Chandler.[6]
- Fou la darrera pel·lícula d'Anne Shirley (es va retirar del món de la interpretació el 1944 amb 26 anys).[6]
- Amb l'èxit d'aquesta pel·lícula, el president de la RKO Pictures, Charles Koerner, va abandonar els seus plans inicials perquè Dick Powell protagonitzés una sèrie de musicals i considerà que el seu perfil encaixava més en films de detectius i d'acció.[6]
- Fou rodada en 44 dies.[6]

## Errades del film
- Quan Marlowe és dins de la sala d'interrogatoris, el número de l'habitació mostrat és el 404. En canvi, quan surt escortat i cap a l'ascensor, el número que s'hi veu és el 402.[7]